# Rouillé
Rouillé település Franciaországban, Vienne megyében. Lakosainak száma 2521 fő (2022. január 1.). Rouillé Avon, Pamproux, Saint-Germier, Curzay-sur-Vonne, Jazeneuil, Lusignan, Saint-Sauvant és Sanxay községekkel határos.

## Népesség
A település népessége az elmúlt években az alábbi módon változott:
| Lakosok száma | 2440 | 2452 | 2670 | 2468 | 2495 | 2496 | 2498 | 2510 | 2521 |
|               | 2013 | 2015 | 2016 | 2017 | 2018 | 2019 | 2020 | 2021 | 2022 |